# Watkins Glen
Watkins Glen é uma vila localizada no estado americano de Nova Iorque, no Condado de Schuyler. No Censo dos Estados Unidos de 2010, a população era de 1.859 habitantes.
É conhecida por abrigar, em seu território, o circuito de Watkins Glen, que recebeu corridas de Fórmula 1, da IndyCar e da NASCAR.

## Demografia
Segundo a estimativa de 2009, a maioria étnica dos habitantes de Waktins Glen é composta em sua maioria por brancos (96,2%). Os hispânicos e os descendentes de latinos representam 1,40%, afro-americanos e asiáticos representam 0,50% e 0,40% eram descendentes de índios. 0,37% da população é descendente de outras raças, enquanto que 1,70% possuem duas ou mais origens.
A renda média per capita dos habitantes foi de 24.116 dólares.

## Geografia
De acordo com o United States Census Bureau tem uma área de 5,8 km², dos quais 4,8 km² cobertos por terra e 1 km² coberto por água.